# WCT Challenge Cup 1976 - Singolare
Il singolare del torneo di tennis WCT Challenge Cup 1976, facente parte della categoria World Championship Tennis, ha avuto come vincitore Ilie Năstase che ha battuto in finale Arthur Ashe con il punteggio di 6–3, 1–6, 6–7, 6–3, 6–1.

## Tabellone

### Legenda
| - Q = Qualificato - WC = Wild card - LL = Lucky loser | - ALT = Alternate - SE = Special Exempt - PR = Protected Ranking | - w/o = Walkover - r = Ritirato - d = Squalificato |

### Parte finale
|  | Semifinali | Semifinali   | Semifinali   | Semifinali | Semifinali | Semifinali | Semifinali |  |  | Finale | Finale       | Finale | Finale | Finale | Finale | Finale |  |
|  |            |              |              |            |            |            |            |  |  |        |              |        |        |        |        |        |  |
|  | A1         | Ilie Năstase | 6            | 3          | 4          | 6          | 6          |  |  |        |              |        |        |        |        |        |  |
|  | B2         | Björn Borg   | 1            | 6          | 6          | 3          | 4          |  |  | A1     | Ilie Năstase | 6      | 1      | 6      | 6      | 6      |  |
|  | A2         | Ken Rosewall | Ken Rosewall | 6          | 4          | 2          | 2          |  |  | B1     | Arthur Ashe  | 3      | 6      | 7      | 3      | 1      |  |
|  | B1         | Arthur Ashe  | Arthur Ashe  | 2          | 6          | 6          | 6          |  |  |        |              |        |        |        |        |        |  |

### Gruppo A
|  |                | Năstase            | Rosewall           | Laver              | Alexander          | RR W–L | Set W–L | Game W–L | Posizione |
|  | Ilie Năstase   |                    | 6-0, 6–2, 6–2      | 7–6, 6–1, 4–6, 6–3 | 6-3, 6–4, 7–6      | 3-0    | 9-1     | 60-33    | 1         |
|  | Ken Rosewall   | 0–6, 2–6, 2–6      |                    | 6–4, 6–1, 6–3      | 3–6, 7–5, 7–6, 7–6 | 2–1    | 6-4     | 46-49    | 2         |
|  | Rod Laver      | 6–7, 1–6, 6–4, 3–6 | 4–6, 1–6, 3–6      |                    | 6-1, 1–6, 7–6, 6–2 | 1-2    | 4–7     | 44-56    | 3         |
|  | John Alexander | 3–6, 4–6, 6–7      | 6–3, 5–7, 6–7, 6–7 | 1–6, 6–1, 6–7, 2–6 |                    | 0-3    | 2-9     | 51–63    | 4         |

La classifica viene stilata in base ai seguenti criteri: 1) Numero di vittorie; 2) Numero di partite giocate; 3) Scontri diretti (in caso di due giocatori pari merito ); 4) Percentuale di set vinti o di games vinti (in caso di tre giocatori pari merito ); 5) Decisione della commissione.

### Gruppo B
|  |               | Ashe               | Borg                | Newcombe                 | Ramírez                  | RR W–L | Set W–L | Game W–L | Posizione |
|  | Arthur Ashe   |                    | 6-4, 7–6, 6–3       | 3–6, 6–2, 6–3, 7–5       | 6-2, 7–6, 6–1            | 3-0    | 9-1     | 60-38    | 1         |
|  | Björn Borg    | 4–6, 6–7, 3–6      |                     | 2–6, 7–5, 6–2, 6–2       | 6-3, 4–6, 6–3, 3-0r      | 2-1    | 6–5     | 53-46    | 2         |
|  | John Newcombe | 6–3, 2–6, 3–6, 5–7 | 6–2, 5–7, 2–6, 2–6  |                          | 6-4, 6–1, 3–6, 5–7, 3-2r | 1-2    | 5-8     | 54–63    | 3         |
|  | Raúl Ramírez  | 2–6, 6–7, 2–6      | 3–6, 6–4, 3–6, 0-3r | 4–6, 1–6, 6–3, 7–5, 2-3r |                          | 0-3    | 3-9     | 41–61    | 4         |

La classifica viene stilata in base ai seguenti criteri: 1) Numero di vittorie; 2) Numero di partite giocate; 3) Scontri diretti (in caso di due giocatori pari merito ); 4) Percentuale di set vinti o di games vinti (in caso di tre giocatori pari merito ); 5) Decisione della commissione.